# Джефф Вандермеєр
Джефф Вандермеєр (англ. Jeffrey Scott VanderMeer; нар. 7 липня 1968) — американський письменник, редактор, педагог і видавець. Насамперед відомий як автор науково-фантастичної трилогії «Південний округ». Один із навідоміших представників жанру «нового химерного фентезі».

## Біографія
Народився 1968 року в місті Бельфонт, Пенсильванія, США. Більшу частину свого дитинства провів на Фіджі, де його батьки працювали в Корпусі миру. Повернувшись до Сполучених Штатів, Джефф протягом деякого часу мешкав у містах Ітака та Гейнсвілл. Протягом трьох років навчався у Флоридському університеті, а 1992 року долучився до письменницького науково-фантастичного семінару «Кларіон».
2003 року одружився з Енн Кенеді, яка працювала редакторкою. Пара живе в Таллахассі, разом із своїми двома котами.
Письменник насамперед асоціюється з жанром «нового химерного фентезі» (англ. New Weird) та трилогією «Південний Округ». Здобувши премію «Неб'юла» та премію Ширлі Джексон, 2018 року першу частину трилогії — роман «Знищення» — екранізовано за участі режисера Алекса Ґарленда. Серед інших відомих творів письменника: «Борн» та «Шрік. Післяслово».
Разом із Енн Вандермеєр, своєю дружиною, письменник став редактором таких провідних антологій, які нагороджено різноманітними преміями: «Нове химерне» (англ. The New Weird), «Химерне» (англ. The Weird) і «Велика книжка наукової фантастики» (англ. The Big Book of Science Fiction).
Вандермеєра називають «одним із найвидатніших сучасних діячів у галузі літературної фантастики в Америці», а газета «Нью-Йоркер» навіть назвала його «королем нового химерного фентезі». Вандермеєрові твори важко віднести до якогось певного жанру, оскільки у своїх працях письменник використовує теми та елементи, що притаманні постмодернізму, екофантастиці, новому химерному фентезі та пост-апокаліптичній фантастиці.
Вандермеєровий стиль письма описується як «виражальний» та такий, що містить «інтелектуальні споглядання, які одночасно глибокі та тривожні». Його праці часто порівнюють з творами Хорхе Луїса Борхеса, Франца Кафки та Генрі Девіда Торо.

## Переклади українською
Південний округ
- Джефф Вандермеєр. Знищення. Книга 1. — К. : КМ-Букс, 2017. — 192 с. — ISBN 978-617-7489-42-8.
- Джефф Вандермеєр. Засвідчення. Книга 2. — К. : КМ-Букс, 2018. — 376 с. — ISBN 978-617-7489-55-8.
- Джефф Вандермеєр. Замирення. Книга 3. — К. : КМ-Букс, 2018. — 360 с. — ISBN 978-617-7489-56-5.